# Beales
Beales was een Engelse warenhuisketen. Het voormalige vlaggenschip, Beales in Bournemouth, werd in 1881 opgericht als The Fancy Fair door John Elmes Beale en was het grootste warenhuis in Dorset. De keten breidde zich uit door andere warenhuizen over te nemen en bleef tot aan de sluiting twee winkels onder de naam Palmers exploiteren in Great Yarmouth en Lowestoft.
Het bedrijf was genoteerd aan de London Stock Exchange tot de overname door private equity. Beales ging op 20 januari 2020 onder curatele en sloot uiteindelijk de resterende winkels op 18 maart 2020. Totdat het bedrijf onder curatele werd gesteld exploiteerde voorheen 23 vestigingen. Een nieuw bedrijf, New Start 2020 Limited, heropende in augustus 2020 de Beales-winkel in Poole. Het nieuwe bedrijf Beales sloot eind mei 2025 definitief zijn deuren. 

## Geschiedenis
Beales werd in 1881 opgericht door John Elmes Beale toen hij een winkel opende, aanvankelijk bekend als een Fancy Fair and Oriental House, aan de Old Christchurch Road in Bournemouth, Dorset. Het bedrijf werd in de 20e eeuw gerund door de familie Beale. Bennett Beale nam het over van zijn vader, en vervolgens van de kleinzoon van John, Frank. Frank Beale volgde een opleiding bij Macy's in New York City voordat hij terugkeerde om het bedrijf te leiden. In de jaren 1980 leidde Nigel Beale, kleinzoon van de oprichter van het bedrijf, het bedrijf. 
Beales beweert het eerste warenhuis ter wereld te zijn dat een levend personage van de Kerstman had, daterend uit 1885. Tijdens de Tweede Wereldoorlog werd de winkel van het bedrijf in Bournemouth op 23 mei 1943 gebombardeerd. 
Het bedrijf werd in 1995 op de London Stock Exchange genoteerd. Whitakers, het warenhuis in Bolton dat in 1829 werd geopend, werd in 1996 overgenomen door Beales, waarna de naam in 2011 werd veranderd in Beales. 

### Uitbreiding begin 21e eeuw
De groep nam in 2002 de warenhuizen Bentalls in Ealing (gesloten in oktober 2007), Tonbridge en Worthing over van Fenwick en sloot in januari 2006 haar winkel in Walton-on-Thames .
In september 2006 werd in Horsham een nieuwe Beales-winkel geopend in een pand dat voorheen door Allders werd gebruikt. Op 4 juni 2010 nam Beales voor £ 250.000,- het warenhuis Robbs in Hexham over van Vergo Retail, dat in surseance van betaling verkeerde. In augustus 2010 breidde Beales verder uit door de Westgate Department Store in Rochdale over te nemen van de Anglia Regional Co-operative Society.
Op 5 april 2011 nam Beales 19 extra Westgate-winkels overgenomen, waarmee de toekomst op de lange termijn veiliggesteld zou zijn. In mei 2012 kondigde Beales aan dat het een outlet zou openen in de voormalige T.J. Hughes -winkel in The Mall Maidstone. Deze winkel sloot in juni 2013. Daarnaast sloot een filiaal in Skipton in november 2012 en een filiaal in Cinderford in juli 2013. 
In de zomer van 2014 sloot de grote winkel in Harrogate zijn deuren vanwege de herontwikkeling van het terrein door de verhuurder. In juni 2016 werd een door AEW UK ingediende bouwaanvraag voor 76 appartementen in de Beales-winkel in Bournemouth unaniem afgewezen na een campagne van de lokale bevolking en de eigenaren van Beales, gesteund door parlementslid Conor Burns. De 65 studio's en 11 appartementen met één slaapkamer zonder parkeergelegenheid, die door AEW UK werden omschreven als "een ecologisch duurzame aanpak" die "het gebouw optimaal benutte" werden door raadsleden afgewezen als "slordig" en "afschuwelijk". 
Op 28 november 2018 kocht Beales Palmers. Tony Brown nam het bedrijf in 2018 in particulier bezit. Beales was lid van Associated Independent Stores (een inkoopgroep) waardoor Beales kon profiteren van de kostenbesparingen door textiel en andere non-food goederen in bulk te kopen.

### Sluiting en heropening 2020

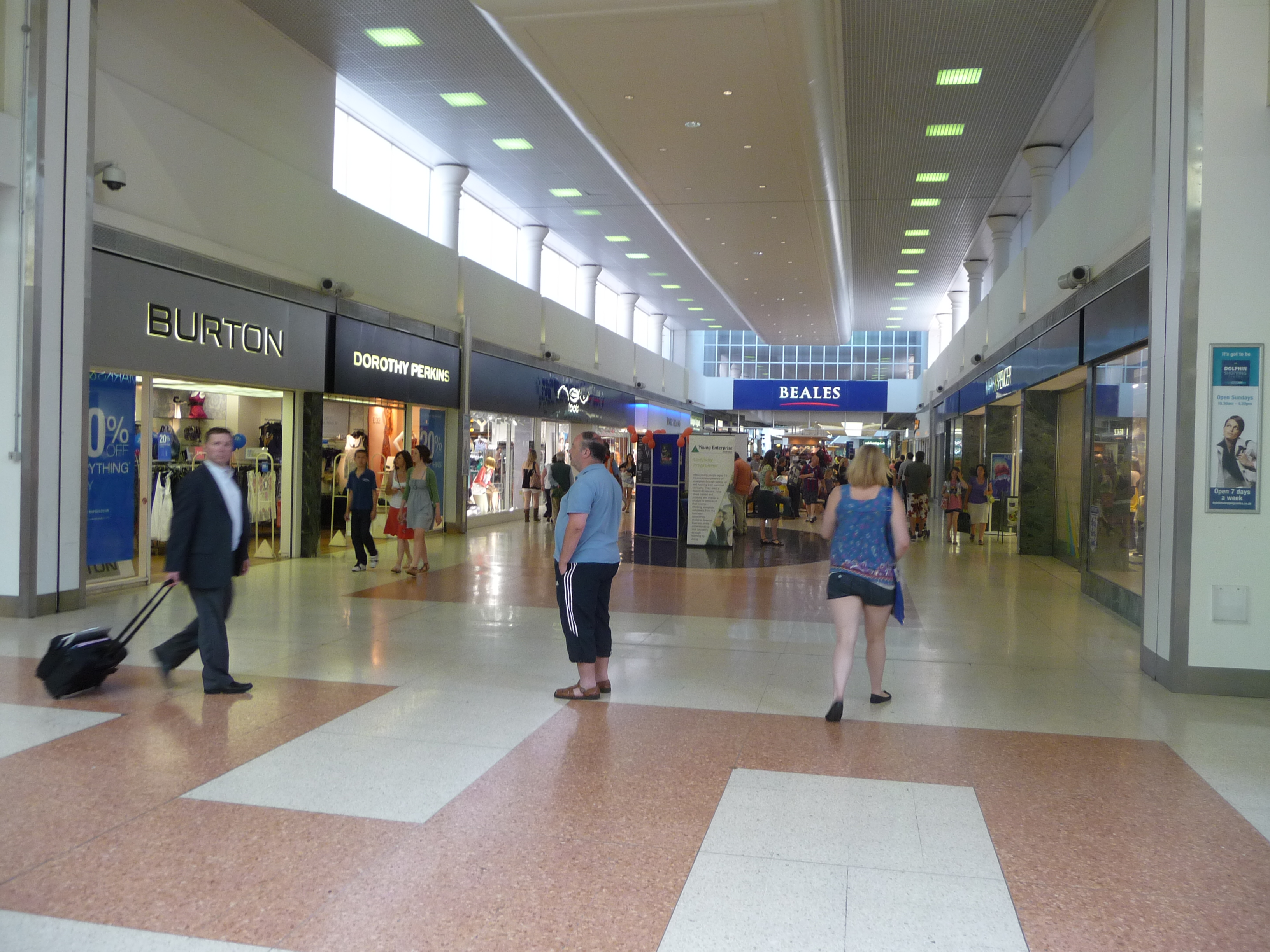
Het Dolphin Shopping Centre in Poole. Op de achtergrond is de winkel van Beales te zien.

Op 12 januari 2020 waarschuwde Beales dat het bedrijf met 23 winkels in het Verenigd Koninkrijk failliet zou kunnen gaan als er geen koper voor de onderneming gevonden zou kunnen worden. 
Op 20 januari 2020 ging Beales formeel onder curatele en benoemde KPMG tot bewindvoerder. Het was duidelijk dat er geen onmiddellijke winkelsluitingen zouden plaatsvinden en dat de winkels van Beales op korte termijn normaal zouden blijven draaien. Op dezelfde datum ging ook de website beales.co.uk offline. Op het moment van onder curatele stellen had Beales 23 winkels en meer dan 1.000 mensen in dienst van wie de banen op de tocht stonden.
Op 7 februari 2020 werd aangekondigd dat Beales twaalf winkels zou sluiten, omdat de keten niet als geheel verkocht kon worden. Dit omvatte de vlaggenschipwinkel van Beales en vele andere belangrijke locaties. Op 18 februari werd aangekondigd dat, hoewel de onderhandelingen met een aantal partijen nog steeds gaande waren, de resterende elf winkels binnen acht weken zouden sluiten en hun resterende voorraad zouden verkopen. 
De COVID-19-pandemie heeft de sluiting van de resterende Beales-winkels versneld, waarbij de laatste winkels op 18 maart sloten en de website kort daarna offline ging. Beales had een schuld van £ 12,6 miljoen en tijdens de maand voor de sluiting bedroegen de verkopen £ 9,6 miljoen.  
Echter, een nieuw bedrijf, New Start 2020 Limited, eigendom van Panther Securities, heropende in augustus 2020 een Beales-winkel in Poole. Bestuursvoorzitter van Panther Securities, Andrew Perloff, was drie jaar lang eigenaar van Beales.  Het nieuwe bedrijf huurde de voormalige CEO van Beales, Tony Brown, in om de winkel in Poole te leiden. Er volgden nog meer heropeningen van winkels in Peterborough in mei 2021  en Southport in augustus van dat jaar. 
University Hospitals Dorset NHS Foundation Trust zette in 2022 een nieuw 'gezondheidscentrum' op, op de tweede verdieping van warenhuis Beales in Poole, met behulp van materiaal en apparatuur van de buiten gebruik gestelde Nightingale-ziekenhuizen. In deze kliniek van 1.850 m² wordt oogheelkunde, dermatologie, borstonderzoek en musculoskeletale zorg aangeboden.
Na de sluiting van de winkels in Peterborough  en Southport  kondigde Beales in februari 2025 aan dat zijn laatste overgebleven filiaal in Poole eind mei 2025 zou sluiten. Tony Brown, de topman van Beales, zei dat de verhogingen van de werkgeversbijdrage aan de nationale verzekering, wat £ 200.000 aan de kosten van het bedrijf toevoegde, door de Labour-regering ertoe leidden dat Beales 'niet levensvatbaar' was geworden. 
Op 14 mei 2025 gebruikte Kemi Badenoch, de leider van de Conservatieve Partij, Beales als voorbeeld van het falen van de Labour-regering. Ze zei dat Beales 'deze Labour-regering niet zou overleven' en dat er een 'Rachel Reeves-uitverkoop' zou plaatsvinden. 

## Voormalige Locaties
- Abingdon (voorheen Westgate Contact Electrical and Comfortmaker; overgenomen in mei 2011, gesloten op 8 januari 2017)
- Beccles (voorheen Westgate; overgenomen in mei 2011, gesloten op 18 maart 2020)
- Bedford (voorheen E Braggins & Son; overgenomen in 1982, gesloten in maart 2020  )
- Bishop Auckland (voorheen Westgate; overgenomen in mei 2011, gesloten in januari 2017)
- Blandford Forum , Cherretts (begrafenisdiensten; verkocht in 1990)
- Bolton (voorheen Whitakers; overgenomen in maart 1996, gesloten op 31 december 2016)
- Bournemouth (geopend in 1881 als The Fancy Fair; gesloten in 2020)
- Bournemouth , Bealesons (voorheen Okeys; gesloten in 1982; locatie sindsdien ingenomen door The Avenue Shopping Centre)

- Chipping Norton (voorheen Westgate; overgenomen in mei 2011, gesloten op 18 maart 2020)
- Cinderford (voorheen Westgate en oorspronkelijk 'County Store' van Gloucester and Severnside Co-operative Society; [ 48 ] verworven in mei 2011, gesloten in juli 2013)
- Diss (voorheen Westgate; overgenomen in mei 2011, gesloten op 18 maart 2020)
- Dorchester , Dash (franchise; gesloten 1992)
- Ealing (voorheen Bentalls en oorspronkelijk Eldred Sayers & Son; overgenomen in 2002, gesloten in oktober 2007)
- Eastbourne (geopend in 1927; gebouw verkocht in 1946 aan Brighton Co-operative Society)
- Fareham (geopend in 2019 in een pand dat voorheen door Marks & Spencer werd gebruikt , gesloten op 18 maart 2020)
- Fareham , Beales Boutique (oorspronkelijk Beales for Men; geopend in 2010, gesloten in 2011)

- Great Yarmouth , Palmers (overgenomen op 28 november 2018, gesloten op 15 maart 2020)
- Harrogate (voorheen Westgate en oorspronkelijk Sunwin House; verworven in mei 2011, gesloten in 2014; gebouw gesloopt in 2015)
- Hexham (voorheen Robbs ; overgenomen in juni 2010, gesloten op 24 februari 2020)
- Horsham (voorheen Allders ; verworven in 2006, gesloten in juli 2016; gebouw sindsdien in gebruik door Dunelm )
- Ilford , Wests
- Kendal (voorheen JR Taylor en oorspronkelijk Musgroves; overgenomen in 1999, gesloten op 18 maart 2020)
- Keighley , Beales Home Store (voorheen Westgate, voorafgegaan door Sunwin House; overgenomen in mei 2011, gesloten in augustus 2014)

- Keighley , Beales Fashion Store (voorheen Westgate, voorafgegaan door Sunwin House; overgenomen in mei 2011, gesloten in februari 2020)
- King's Lynn (voorheen Westgate; overgenomen in mei 2011, gesloten in 2016)
- Lowestoft , Palmers (voorheen Chadds; overgenomen op 28 november 2018, gesloten op 18 maart 2020)
- Lowestoft (voorheen Westgate; overgenomen in mei 2011, gesloten in april 2019 toen de nabijgelegen Palmers- winkel 'deel uitmaakte van de Beales-familie van winkels')
- Maidstone , Beales Outlet ( The Mall Maidstone ; voorheen een filiaal van TJ Hughes ; geopend in juni 2012, gesloten in juni 2013)
- Mansfield (voorheen Westgate; overgenomen in mei 2011, gesloten in februari 2020)
- Minehead , Bealesons (voorheen Floyds; overgenomen in 1978, gesloten in 1982)
- Nottingham , Tobys (verkocht 1982)
- Parkstone (meubelmakerij; voorheen Mews; gesloten in juli 1993)
- Parkstone , Yeatmans (begrafenisdiensten; verkocht in 1990)
- Perth (voorheen McEwens ; overgenomen in 2017, gesloten in maart 2020)
- Peterborough (voorheen Westgate; overgenomen in mei 2011, gesloten op 18 maart 2020, heropend in mei 2021, gesloten in januari 2023)
- Poole ( Dolphin Shopping Centre ; oorspronkelijk geopend in 1969 als een Bealesons-winkel, gesloten op 18 maart 2020, heropend op 3 augustus 2020, gesloten op 31 mei 2025)
- Redcar (voorheen Westgate; overgenomen in mei 2011)
- Rochdale (voorheen Whitakers, voorafgegaan door Westgate en oorspronkelijk Sunwin House; verworven in september 2010, gesloten in augustus 2016)
- Saffron Walden (voorheen Westgate, voorafgegaan door Eaden Lilley en oorspronkelijk Emson Tanner & Co.; [overgenomen in mei 2011, gesloten in december 2016)

- Salisbury , Dash (franchise; gesloten 1992)
- Skegness (voorheen Westgate; overgenomen in mei 2011, gesloten op 18 maart 2020)
- Skipton (voorheen Westgate, voorafgegaan door Sunwin House; verworven in mei 2011, gesloten in november 2012)
- Southport (voorheen Broadbents & Boothroyds en oorspronkelijk Boothroyds; overgenomen in augustus 1993, gesloten op 18 maart 2020, heropend op 12 augustus 2021, gesloten in september 2024)
- Spalding (voorheen Westgate; overgenomen in mei 2011)
- St Neots (voorheen Westgate; verworven in mei 2011, gesloten op 18 maart 2020)
- Tonbridge (voorheen Bentalls, overgenomen in 2002)
- Walton-on-Thames (voorheen Grant Warden en oorspronkelijk Campbell & Booker; overgenomen in 1979, gesloten in januari 2006)
- Winchester (geopend in maart 1991, gesloten in augustus 2016)
- Wisbech (voorheen Westgate, overgenomen in mei 2011)
- Worthing (voorheen Bentalls en oorspronkelijk Bentall & Sons; overgenomen in 2002)
- Yeovil (voorheen Denners; overgenomen in 1999, gesloten op 18 maart 2020)